# Shun Matsuena
Shun Matsuena (松江名 俊, Matsuena Shun) ou Syun Matsuena, est un mangaka, révélé grâce au manga Ken-ichi le disciple ultime.

## Biographie
Shun Matsuena est né un 11 février à Tokyo. C'est pendant qu'il étudiait encore dans une école de mangaka qu'il fut remarqué grâce à son œuvre "Le chevalier et le voyageur".
Il fit ensuite son entrée dans le milieu professionnel avec un manga nommé "La porte du Valhalla", paru dans une édition hors série du magazine hebdomadaire "Shonen Sunday".
Le succès lui sourit finalement lorsqu'il publia, dans cette même revue, une série nommée "A l'attaque Ryôzanpaku! L'invincible disciple". (Tatakae! Ryôzanpaku Chijo Saikyo no Deshi!) Cette dernière ayant eu un grand succès, sa parution fut stoppée quelque temps avant de finalement réapparaitre dans le célèbre manga "Ken-ichi le disciple ultime" après quelques remaniements des éléments de l'histoire de base.
Depuis février 2018, son manga Kimi wa 008 (君は008, litt. "You Are 008") est publié dans le magazine   Weekly Shōnen Sunday édité par la Shōgakukan.